# 大井貞隆
大井 貞隆（おおい さだたか）は、戦国時代の武将。信濃国小県郡長窪城主。

## 出自
大井氏は信濃の国人で信濃源氏小笠原氏の庶流。貞隆の系統は傍流である岩村田大井氏。

## 略歴
岩村田大井氏の一族長窪大井氏を継いで長窪城主となる。明応2年（1493年）兄・忠重の養子となり、本家の岩村田大井氏を継承した。
佐久郡の国衆である伴野氏との抗争が激化し、永正6年（1509年）に将軍・足利義材より調停を受けている。大永7年（1527年）には伴野貞慶を佐久郡から追い出すことに成功するが、伴野氏が頼った武田信虎の介入を招き、その後は甲斐武田氏や武田氏と同盟関係にあった諏訪郡の諏訪氏と敵対した。天文9年（1540年）に武田信虎の佐久郡侵攻を受け、さらに諏訪頼重に長窪城を奪われる。
天文10年（1541年）、武田晴信が武田氏の当主となると武田氏と諏訪氏は仲違いして、翌年（1542年）に武田氏は諏訪侵攻を行い頼重は滅ぼされるが、貞隆はこれに乗じて長窪城を奪回した。諏訪領を確保した武田氏はさらに信濃侵攻を本格化させ、天文12年（1543年）9月には小県郡へ侵攻し、同17日には長窪城を攻囲し、貞隆は抗戦するが家臣の相木昌朝や芦田信守の内応にあい長窪城は開城されて、自身も捕えられ甲府へ連行される（『高白斎記』）。また、貞隆に加勢した信濃佐久郡の望月氏も成敗されている。甲府に連行された貞隆は幽閉され、そのまま甲府で死去したという（晴信の逆鱗を触れて、自刃した説もある）。
岩村田大井氏は弟の貞清が継承し、貞清は佐久郡内山城において抵抗し、天文15年（1546年）に内山城は落城している。